# Setra

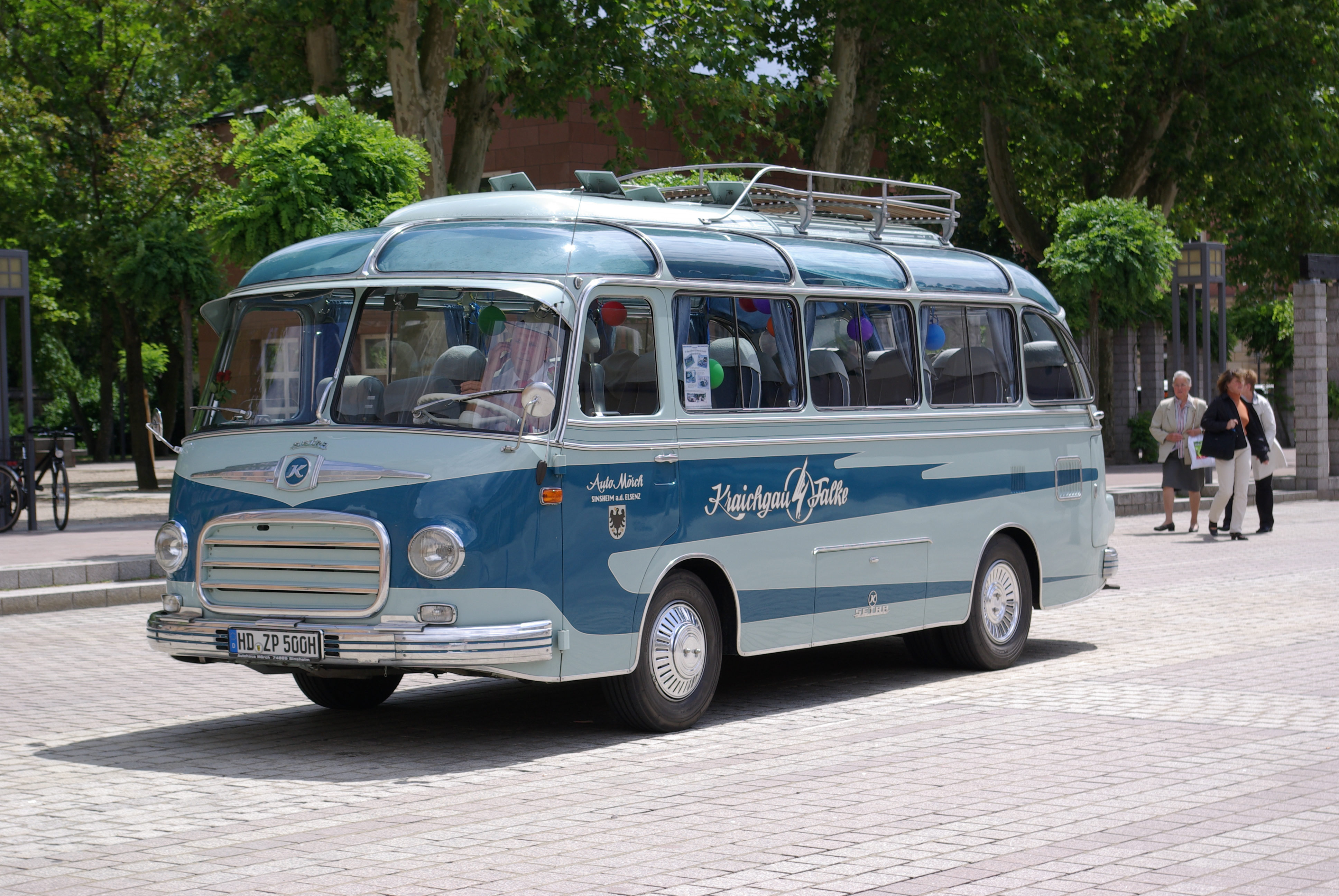
Автобус Setra S6 (1955)

Setra Omnibusse — один из крупных немецких производителей автобусов в городе Ульм. Производят коммерческие автобусы марки Setra и кузова для туристических автобусов. Фирма основана в 1911 году под именем Karl Kässbohrer Fahrzeugwerke GmbH. С 1994 года входит в состав автобусного отделения Evobus GmbH, являющегося, в свою очередь, частью концерна Daimler AG.

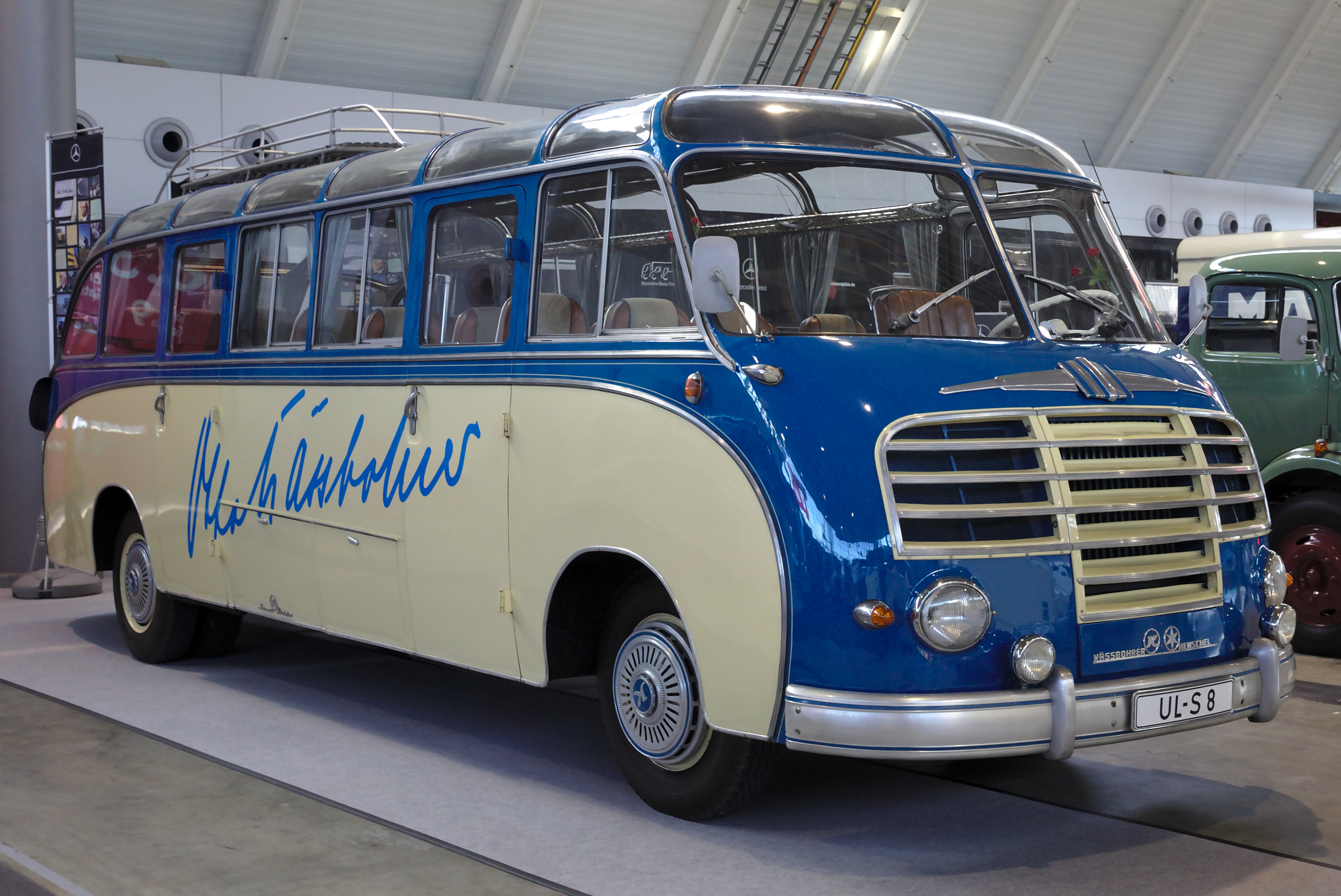
Автобус Setra S8 (1951)

Первый автобус Setra S8 выпустили в апреле 1951 года, его характерная особенность — несущий кузов, пространственный силовой каркас, сваренный из профилей, дал название торговой марке — selbstragende («самонесущий» кузов).

## История
С 1951 года в компании выпускают автобусы марки Setra, начиная с революционной модели S8 с первым в мире несущим кузовом со сварным пространственным каркасом из стальных профилей, сконструированным Otto Kässbohrer. Эта конструкция присутствует и сейчас в большинстве современных автобусов. От сокращения немецкого названия такого кузова «selbsttragende» (самонесущий) и произошла торговая марка «Setra». Характерной чертой конкурирующих автобусов было раздельное производство шасси и кузовов (часто выпущенных в разных компаниях).
Между 1960 и 1980 гг. в компании также производили винтовки.
С 1994 г. применяют фирменный логотип в виде стилизованной буквы «К», обозначающей имя создателя фирмы Карла Кэссборера. Возможно, глядя на конкурирующий рынок, в немецкой компании позаботились об иностранных покупателях, потому что имя «Kässbohrer» было трудным для произношения.
Годом позже представители компании Setra совместно с представителями Mercedes-Benz Omnibusse образовали группу EvoBus GmbH, ныне принадлежащую руководству концерна Daimler AG.
В европейской табели рангов автобусных производителей автобусы Setra наиболее уважаемы в сегменте престижных междугородных и туристических автобусов класса «премиум». Современная линейка моделей включает три базовых семейства автобусов: пригородные — Multi Class в новой серии 400; междугородные — Comfort Class 500; туристические лайнеры Top Class 500 класса «люкс». Туристические автобусы Setra поколения – СomfortClass и TopClass 500 должны выпустить на рынок уже в течение 2022 года.

## Модельный ряд
Современный модельный ряд марки Setra включает 3 базовых семейства автобусов большого и особо большого классов (М3):
- Multi Class 400 — городские и пригородные;
- Comfort Class 400/500 — междугородные;
- TopClass 400/500 — туристические класса «люкс».

### Multi Class

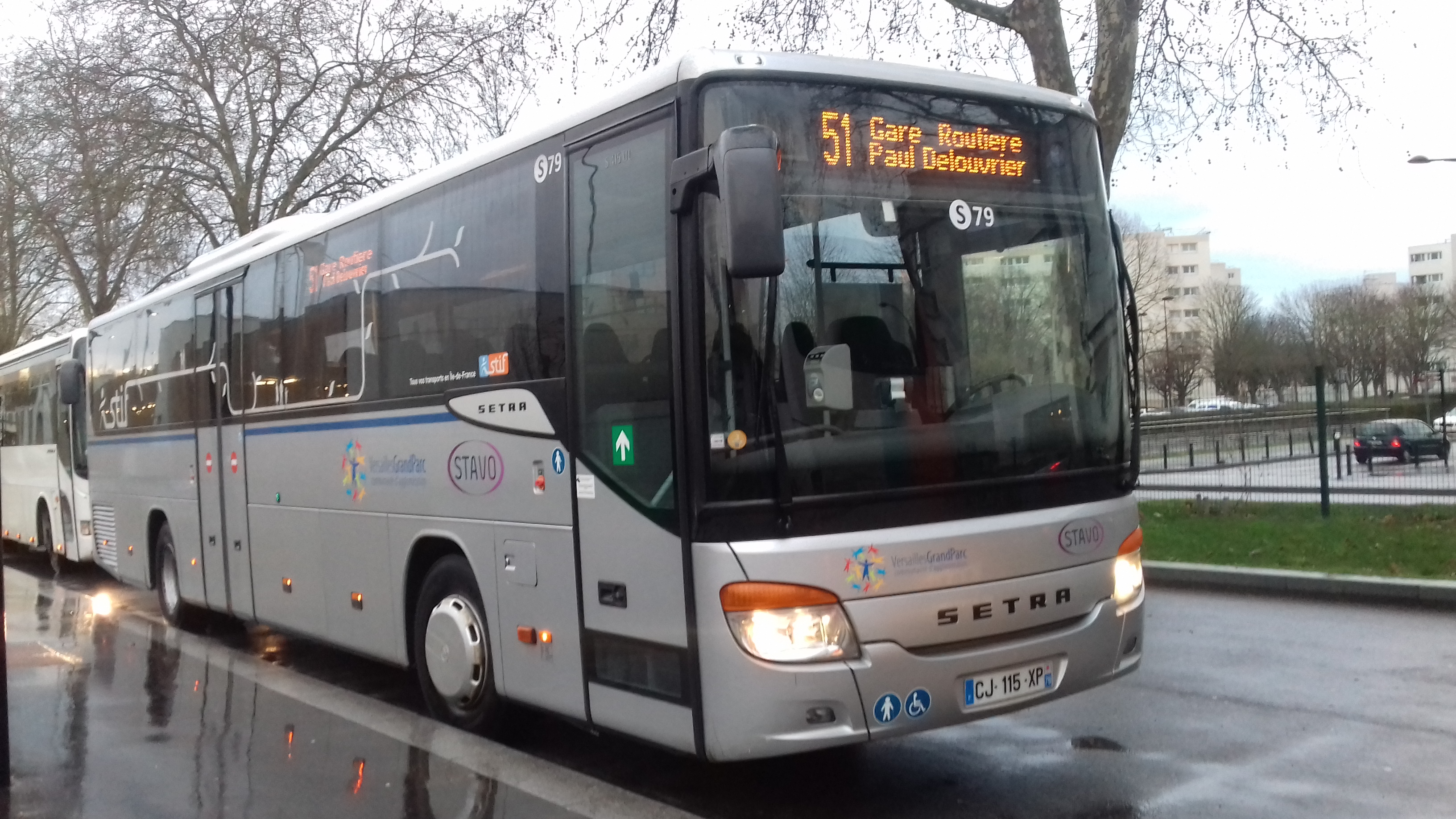
Setra S 415 UL

Серия Multi Class предназначена для пригородных и городских маршрутов, включает версии LE, UL, H длины от 12 до 15 метров и с двух-, трёхосными шасси, а также существует версия business (производства Турции):

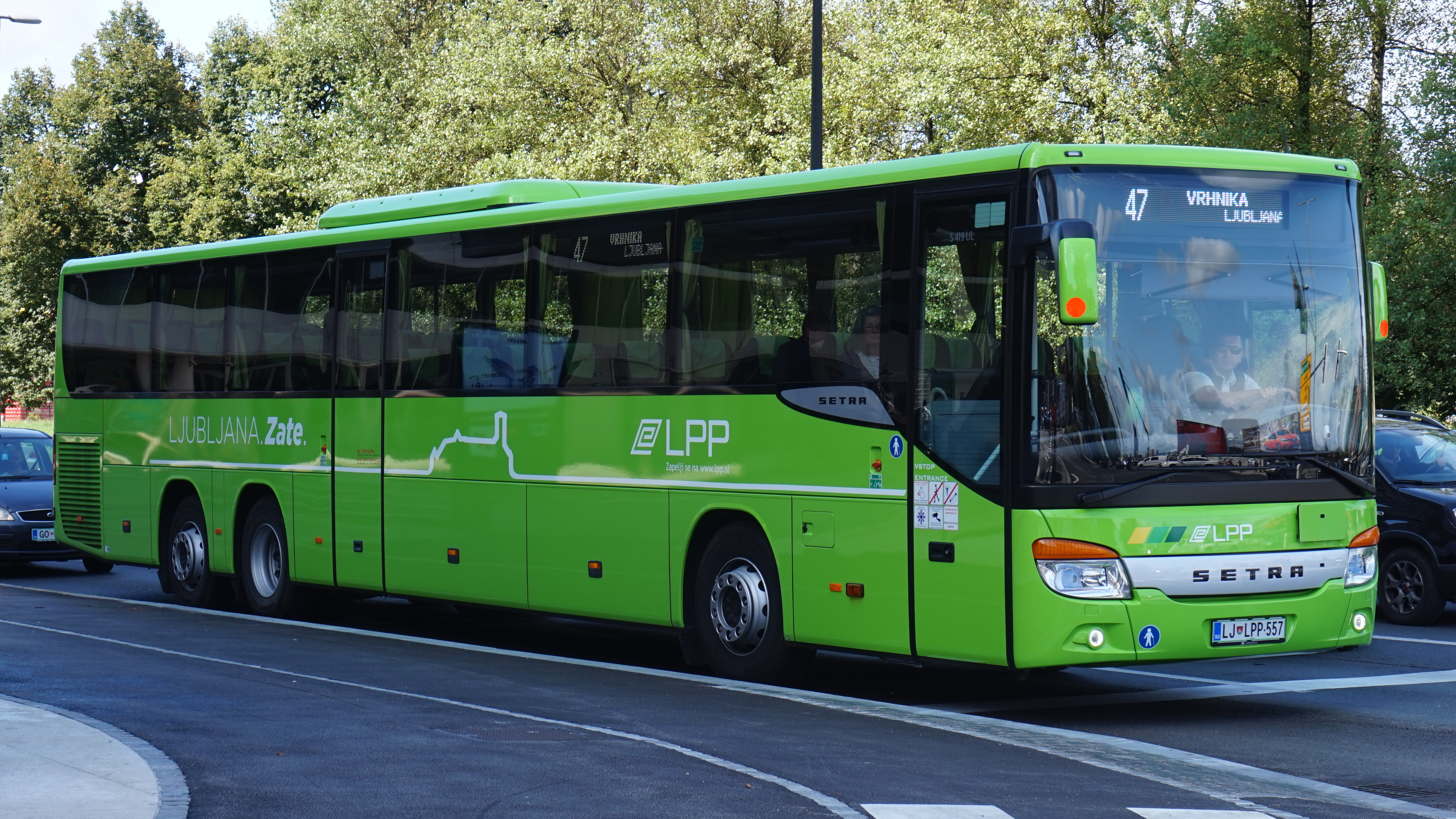
Setra S 419 UL

- Setra S 412 UL (Überland - междугородный);
- Setra S 415 H (high floor - высокопольный);
- Setra S 415 UL;
- Setra S 415 UL business;
- Setra S 415 LE business (low entry - низкопольный);
- Setra S 416 H;
- Setra S 416 UL;
- Setra S 416 UL business;
- Setra S 416 LE business;
- Setra S 417 UL;
- Setra S 417 UL business;
- Setra S 418 LE business;
- Setra S 419 UL.

### Comfort Class

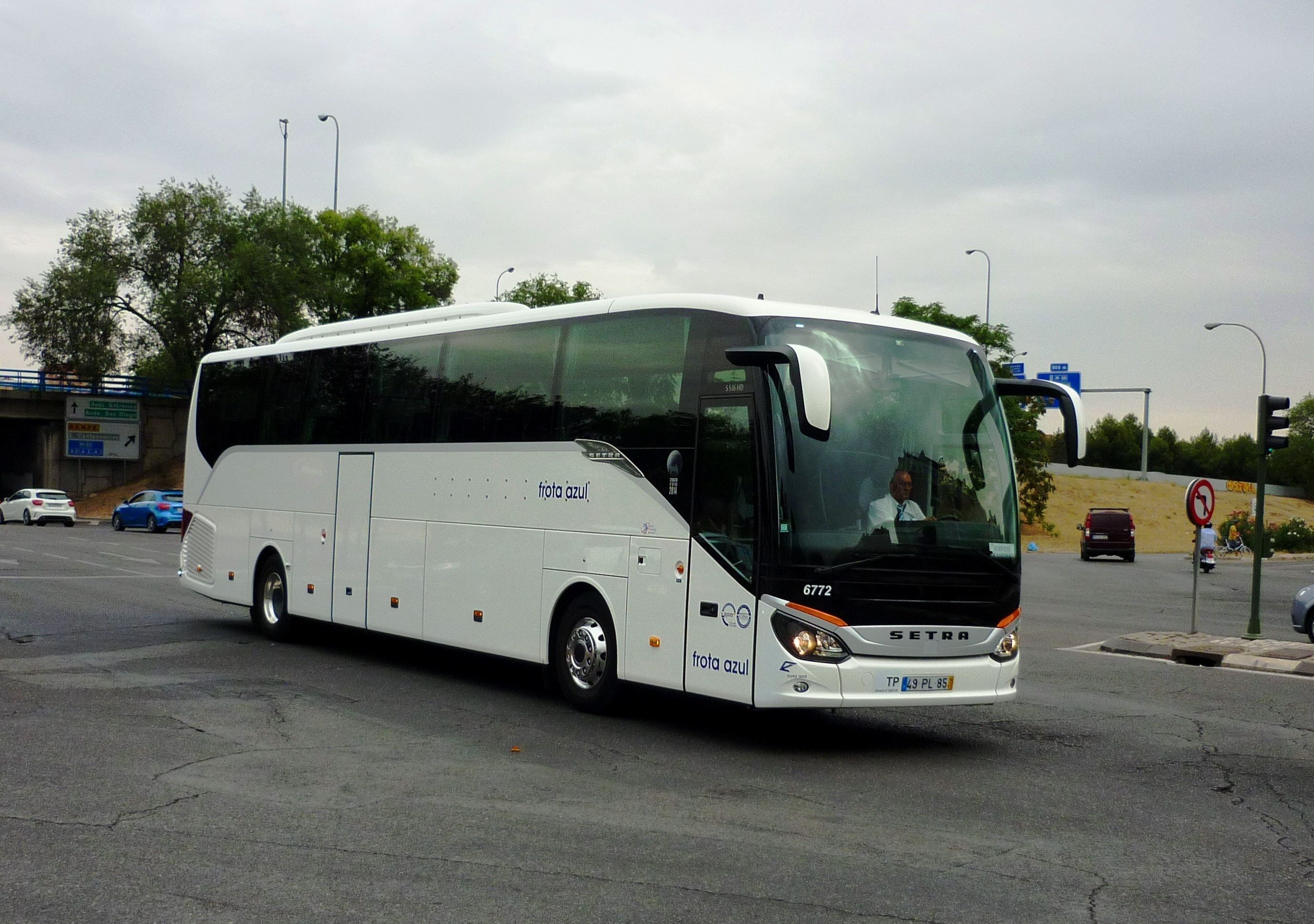
Setra S 516 HD

В серию Comfort Class включены междугородные и туристические автобусы (трёхзвёздочные и выше) двухосные длины 12,2 м и трёхосные - от 12,02 м до 14,05 м:
- Setra S 407 CC (для рынка Северной Америки);
- Setra S 511 HD (high deck - повышенный уровень пола);
- Setra S 515 HD;
- Setra S 515 MD;
- Setra S 516 HD/2;
- Setra S 516 MD (middle deck - средняя высота пола);
- Setra S 517 HD;
- Setra S 519 HD.

### Top Class

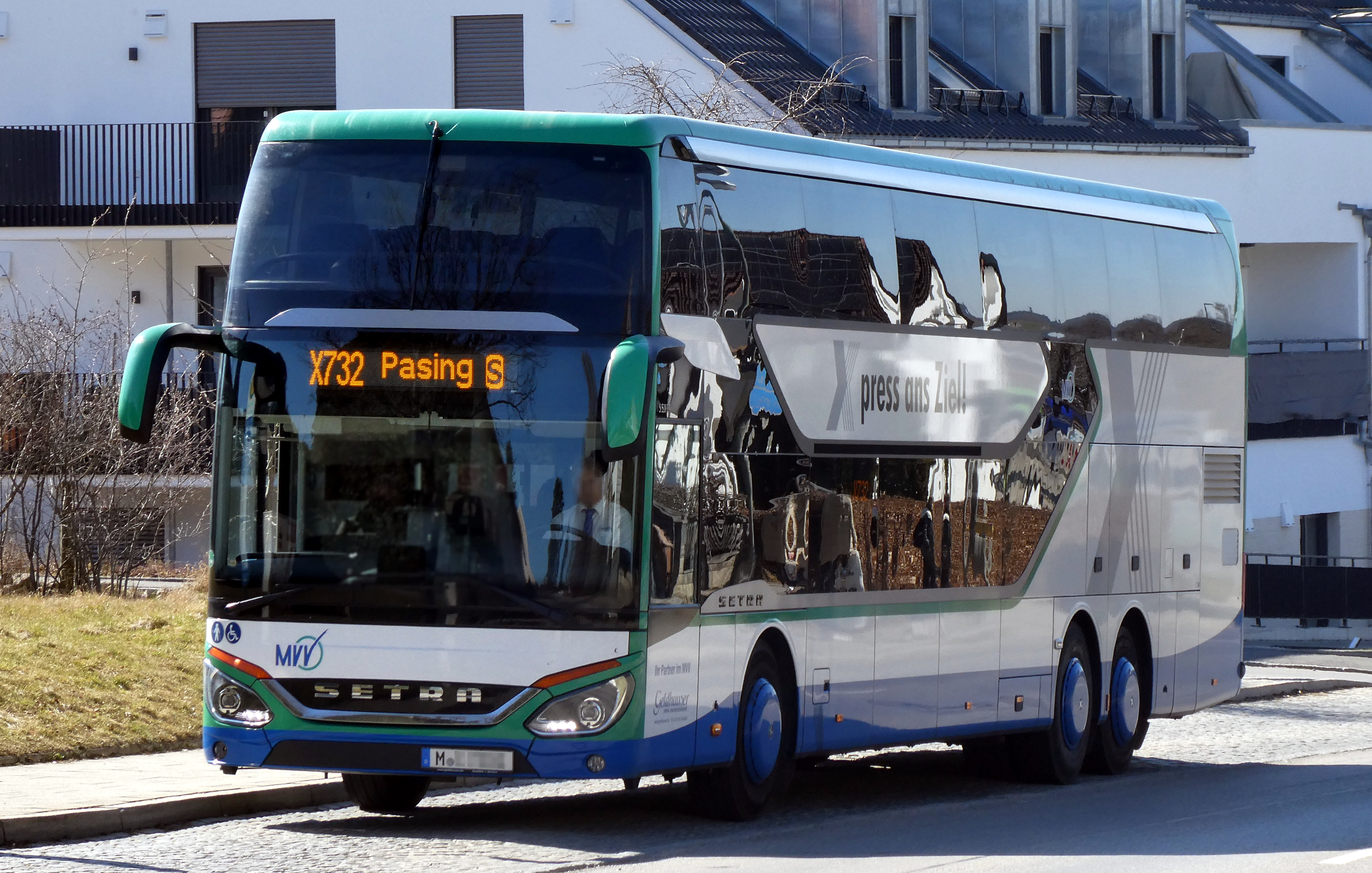
Setra S 531 DT

В серии Top Class — туристические лайнеры 5 поколения, полутора и двухэтажные версии высшего и VIP-класса, базирующиеся на двух- и трёхосных шасси:
- Setra S 515 HDH (6x2) (high deck, high roof - повышенный уровень пола, высокая крыша);
- Setra S 516 HDH (6x2);
- Setra S 517 HDH (6x2);
- Setra S 417 TC (для рынка Северной Америки);
- Setra S 531 DT (6x2, двухэтажный).

## Прежние модели
Линейки автобусов серий Setra 100, Setra 200, Setra 300.

## Конкурирующие фирмы
- Alexander Dennis
- Scania АВ
- Jonckheere
- MAN / Neoplan
- Van Hool
- Volvo Bussar
- VDL Bus & Coach